# Сертаб Еренер
Сертаб Еренер (на турски: Sertab Erener), (р. 4 декември 1964) е известна турска попизпълнителка, победителка в конкурса Евровизия 2003 с песента Everyway That I Can. Тя е една от най-успешните поп изпълнителки в Турция. Въпреки безбройните си успехи извън Турция, в Европа, Сертаб е най-вече известна с победата си в Евровизия 2003 с хита 'Everyway That I Can'.
Кариера
В университет в Истанбул, Сертаб е учила история на музиката преди да започне музикалната си кариера с турската поп икона Сезен Аксу.

## Дискография
- Sakin Ol! (1992) („Успокой се!“)
- Lâ'l (1994) („Рубин“)
- Sertab Gibi (1997) („Като Сертаб“)
- Sertab Erener (1999) („Сертаб Еренер“)
- Turuncu (2001) („Оранжево“)
- No Boundaries (2004) („Без граници“)
- Aşk Ölmez (2005) („Любовта не умира“)
- Rengârenk (2010) („Цветен“)
- Ey Şûh-i Sertab (2012)
- Sade (2013) („Плача“)